# Basil Bernstein
Basil Bernstein (1 de novembro de 1924 - 24 de setembro de 2000) foi um sociólogo britânico conhecido principalmente por seus trabalhos na sociologia da educação. Destacou-se especialmente ao analisar como diferentes grupos comunicam-se de formas distintas (com diferentes "códigos") e o impacto de tal fenômeno na educação e na estruturação das classes sociais. Seus trabalhos tiveram amplo impacto tanto no interior da sociologia como em outras áreas relacionadas, como a sociolinguística.

## Biografia
Bernstein nasceu em 1º de novembro de 1924, em uma família de imigrantes judeus, no East End de Londres.  Depois de ensinar e fazer trabalho social por um tempo, em 1960, Bernstein começou a pós-graduação. Ele se matriculou na University College London , onde concluiu seu doutorado em lingüística.  Ele então se mudou para o Instituto de Educação da Universidade de Londres , onde trabalhou o restante de sua carreira. Tornou-se membro da Universidade de Sociologia e Educação, do Instiuto de Educação, na cadeira "Karl Mannheim". Em 4 de junho de 1983, Bernstein foi premiado com o título honorário de "Doutor da Universidade" pela Open University (Milton Keynes, Inglaterra). 

## Teoria do código da linguagem
Bernstein fez uma contribuição significativa para o estudo da comunicação com sua teoria sociolinguística dos códigos linguísticos, que foi desenvolvida para explicar as desigualdades baseadas na classe social encontradas no uso da linguagem.  A teoria sustenta que existem códigos elaborados e restritos dentro da categoria mais ampla de códigos de linguagem.
O termo código, conforme definido por Stephen Littlejohn em seu livro Theories of Human Communication - 2002 , "refere-se a um conjunto de princípios organizadores por trás da linguagem empregada por membros de um grupo social" sugere que a teoria de Bernstein mostra como a linguagem que as pessoas usam na conversa cotidiana tanto reflete quanto molda as suposições de um determinado grupo social.  Além disso, as relações estabelecidas dentro do grupo social afetam a maneira como esse grupo usa a linguagem e o tipo de fala que é usado. A linguagem, para Bernstein, é crítica, pois serve como intermediária da estrutura social na teoria geral da transmissão cultural. 
A construção de códigos de linguagem restritos e elaborados foi introduzida por Bernstein na década de 1960.  Como educador, ele estava interessado em explicar o desempenho relativamente ruim dos alunos da classe trabalhadora em assuntos baseados em linguagem, quando eles alcançavam pontuações tão altas quanto seus colegas de classe média em tópicos matemáticos. Em sua teoria, Bernstein afirma uma relação direta entre classe social e linguagem.

De acordo com Bernstein em Class, Codes and Control (1971):
As formas de linguagem falada no processo de seu aprendizado iniciam, generalizam e reforçam tipos especiais de relacionamento com o ambiente e assim criam para o indivíduo formas particulares de significação (p.76). 
Isso quer dizer que a maneira como a linguagem é usada dentro de uma determinada classe social afeta a maneira como as pessoas atribuem importância e significado às coisas sobre as quais estão falando. Littlejohn (2002) concorda e afirma, "as pessoas aprendem seu lugar no mundo em virtude dos códigos de linguagem que empregam" (p. 178). O código que uma pessoa usa de fato simboliza sua identidade social (Bernstein, 1971).
O exame empírico mais extenso da teoria do código de Bernstein foi um projeto de 10 anos conduzido na Universidade Macquarie por Ruqaiya Hasan. Hasan coletou dados de contextos cotidianos de interação entre mães e filhos em dois locais sociais, designados como 'profissionais de maior autonomia' (famílias onde o principal provedor tinha considerável autonomia sobre o dia de trabalho) e 'profissionais de menor autonomia' (famílias onde o principal provedor tinha nenhuma ou muito pouca autonomia em relação à sua jornada de trabalho). Hasan encontrou diferenças significativas nas formas como essas famílias interagiam e mostrou, ao contrário de William Labov, a existência de 'variação semântica' – isto é, diferentes maneiras de dizer com consequências para diferentes formas de significar. Ela argumenta que foram essas diferenças na orientação para a relevância que explicaram as diferenças nas realizações educacionais entre as crianças da classe média e da classe trabalhadora observadas pela primeira vez por Bernstein na década de 1970. 

### Código elaborado e código restrito
Os dois tipos de códigos de linguagem são o código elaborado e o código restrito. O código restrito é adequado para insiders que compartilham suposições e entendimento sobre o tópico, enquanto o código elaborado não pressupõe que o ouvinte compartilhe essas suposições ou entendimentos e, portanto, o código elaborado é mais explícito, mais completo e não exige que o ouvinte ler nas entrelinhas  . Segundo Atherton (2002),
a essência da distinção está naquilo para que a linguagem é adequada. O código restrito funciona melhor do que o código elaborado para situações em que há muito conhecimento compartilhado e dado como certo no grupo de falantes. É econômico e rico, transmitindo uma vasta quantidade de significado com poucas palavras, cada uma das quais possui um conjunto complexo de conotações e age como um índice, apontando ao ouvinte muito mais informações que permanecem não ditas. 
Dentro do código restrito, os palestrantes se baseiam no conhecimento prévio e na compreensão compartilhada. Esse tipo de código cria uma sensação de inclusão, um sentimento de pertencimento a determinado grupo. Códigos restritos podem ser encontrados entre amigos e familiares e outros grupos intimamente ligados. 
Por outro lado, segundo Atherton (2002), “o código elaborado explicita tudo, não porque seja melhor, mas porque é necessário para que todos possam compreendê-lo. Tem que elaborar porque as circunstâncias não permitem que o orador se condense.” O código elaborado funciona bem em situações onde não há entendimento e conhecimento prévio ou compartilhado, onde é necessária uma explicação mais aprofundada. Se alguém está dizendo algo novo para alguém que nunca conheceu antes, eles certamente se comunicariam em um código elaborado.Na diferenciação entre códigos restritos e elaborados, nota-se que o código elaborado pode “ficar por conta própria”, é completo e cheio de detalhes, a maioria ouvindo uma conversa seria capaz de entendê-lo. No entanto, o código restrito é mais curto, condensado e requer informações básicas e conhecimento prévio. Uma pessoa ouvindo uma conversa cheia de código restrito ficaria completamente perdida. Seria facilmente identificável como uma conversa “interna”. 
De acordo com Bernstein (1971), “Claramente um código não é melhor que outro; cada um possui sua própria estética, suas próprias possibilidades. A sociedade, no entanto, pode atribuir valores diferentes às ordens de experiência suscitadas, mantidas e progressivamente reforçadas através dos diferentes sistemas de codificação” (p. 135). 
Como a comunicação ocorre em grupo e se utiliza o código elaborado ou restrito, percebe-se um grau de abertura. Existe o sistema de funções fechadas e o sistema de funções abertas. Em um sistema de papéis fechados, os papéis são definidos e as pessoas são vistas em termos desses papéis, bem como espera-se que ajam de acordo com seu papel. Em um sistema de papéis abertos, os papéis não são definidos ou simples, eles são fluidos e mutáveis.  
Existem dois fatores que contribuem para o desenvolvimento de um código elaborado ou restrito dentro de um sistema. São eles: a natureza das agências socializadoras (família, grupo de pares, escola, trabalho) presentes em um sistema, bem como os valores dentro do sistema. Quando as agências de convívio estão bem definidas e estruturadas você encontra um código restrito. Inversamente, onde as agências são maleáveis, encontra-se um código elaborado. Em uma sociedade que valoriza a individualidade você encontra códigos elaborados, e em uma sociedade mais restrita você encontra códigos restritos (Littlejohn, 2002). De acordo com Bernstein (1971), “A orientação para esses códigos pode ser governada inteiramente pela forma da relação social, ou mais geralmente pela qualidade da estrutura social” (p. 135). 
Bernstein sugere uma correlação entre classe social e o uso de códigos elaborados ou restritos. Ele argumenta que na classe trabalhadora é provável que você encontre o uso do código restrito, enquanto na classe média você encontra o uso de códigos restritos e elaborados. Sua pesquisa sugere que os indivíduos da classe trabalhadora têm acesso apenas a códigos restritos, aqueles que aprenderam no processo de socialização, onde “tanto os valores quanto os sistemas de papéis reforçam os códigos restritos” .
No entanto, a classe média, por ser mais móvel geográfica, social e culturalmente, tem acesso tanto aos códigos restritos quanto aos códigos elaborados. O código restrito é menos formal com frases mais curtas inseridas no meio ou no final de um pensamento para confirmar a compreensão. Por exemplo, “você sabe”, "você sabe o que quero dizer", "certo?" e "você não acha?" 
Os códigos elaborados têm uma estrutura de frase mais longa e complicada que usa palavras e pensamentos incomuns. No código elaborado não há "preenchimento" (padding) ou palavras de preenchimento ("filler"), apenas pensamentos completos, bem definidos e que não requerem nenhum conhecimento prévio por parte do ouvinte, ou seja, serão fornecidos os detalhes necessários. Segundo Bernstein (1971), uma pessoa da classe trabalhadora se comunica em código restrito como resultado das condições em que foi criada e do processo de socialização. O mesmo é verdadeiro para a pessoa de classe média, exceto que eles também foram expostos ao código elaborado. Ambos os grupos usam código restrito em algum momento, pois, como Atherton (2002) aponta, “todo mundo usa código restrito de comunicação algumas vezes.
A correlação entre a classe social e os códigos linguísticos mostrados aqui explica o baixo desempenho em assuntos baseados em linguagem pelos alunos da classe trabalhadora mencionados anteriormente. Embora o trabalho sociolinguístico de Bernstein sobre 'código restrito' e 'código elaborado' seja amplamente conhecido, ele representa apenas seu trabalho mais antigo. Este trabalho inicial foi objeto de considerável mal-entendido e controvérsia. Bernstein enfatizou que "código" não era dialeto e que a teoria do código não era nem um álibi burguês para o discurso da classe média nem um déficit depreciativo da linguagem da classe trabalhadora.
O conceito de códigos elaborados e restritos tem sido criticado. A dicotomia entre códigos elaborados e restritos comporta, na verdade, múltiplas oposições distintas, tais como significados implícito/explícito, pessoal/impessoal e universal versus contexto específico, que nem sempre estão correlacionados. A escolha do código, em vez da falta de um código entre alguns falantes, foi considerada importante, assim como o desequilíbrio de poder entre os entrevistadores e as crianças da classe trabalhadora ou de minorias. Os críticos apontaram que a comunicação acadêmica, mesmo no Ocidente industrializado, depende fortemente de informações básicas compartilhadas. Enquanto isso, estudos etnográficos mostraram como as escolas de estilo ocidental, longe de serem descontextualizadas e adequadas a um código autônomo, têm fortes expectativas linguísticas e interacionais. 

### Teoria do código em sociologia da educação
A "teoria do código" de Bernstein na sociologia da educação passou por um desenvolvimento considerável desde o início dos anos 1970 e agora desfruta de uma influência crescente tanto na educação quanto na lingüística, especialmente entre a lingüística funcional sistêmica. Maton & Muller (2007) descrevem como Bernstein argumentou que diferentes posições dentro da sociedade, compreendidas em termos de seu grau de especialização, têm diferentes padrões de uso da linguagem que influenciam a capacidade desses grupos de obter sucesso nas escolas. 
Essas posições sociais criam, como ele disse mais tarde, “diferentes modalidades de comunicação valorizadas diferencialmente pela escola, e efetivas diferencialmente nela, por causa dos valores da escola, modos de prática e relações com suas diferentes comunidades” (1996: 91). A noção foi codificada primeiro em termos de "classificação" e "enquadramento", onde a classificação conceitua as relações de poder que regulam as relações entre contextos ou categorias, e o enquadramento conceitua as relações de controle dentro desses contextos ou categorias (1975).  Esses conceitos têm sido amplamente utilizados para analisar contextos e práticas educacionais e suas relações com as disposições (ou orientações de codificação) trazidas para a educação por diferentes grupos sociais. 
Esses conceitos levantaram a questão de como diferentes formas de conhecimento educacional são construídas. Bernstein apontou o dispositivo pedagógico como a causa (ver Maton & Muller, 2007). Isso forma a base de seu relato de:
- a regulação ordenada e a distribuição do valioso acervo de conhecimento de uma sociedade (ordenado por um conjunto de regras distributivas);
- a sua transformação num discurso pedagógico, uma forma passível de transmissão pedagógica (ordenada por um conjunto especificável de regras de recontextualização); e
- a posterior transformação desse discurso pedagógico em um conjunto de padrões criteriosos a serem alcançados (ordenado por um conjunto especificável de regras avaliativas). [14]

Na conceituação de Bernstein, cada uma dessas regras está associada a um campo específico de atividade: 
- um campo de produção onde os 'novos' conhecimentos são construídos e posicionados;
- um campo de recontextualização onde os discursos do campo da produção são selecionados, apropriados e reposicionados para se tornarem saberes 'educativos'; e
- um campo de reprodução onde ocorre a prática pedagógica. [14]

Juntas, essas três regras e seus campos associados constituem uma "arena" de conflito e luta criada pelo dispositivo pedagógico no qual grupos sociais tentam dominar como o conhecimento educacional é construído:
Os grupos tentam apropriar-se do dispositivo para impor sua regra pela construção de modalidades de códigos particulares. Assim, o dispositivo ou aparelho torna-se o foco de desafio, resistência e conflito (Bernstein 1996: 193). 
Como descrevem Moore & Maton (2010), tendo analisado a natureza do conhecimento educacional e, em seguida, como o conhecimento é selecionado a partir de campos de produção de conhecimento e, em seguida, reorganizado e recontextualizado para se tornar conhecimento educacional, a próxima pergunta é: o que caracteriza a natureza desses campos? de produção de conhecimento?   Bernstein os conceitua em termos de "estruturas de conhecimento". Bernstein define uma "estrutura de conhecimento hierárquico" como "uma estrutura coerente, explícita e sistematicamente baseada em princípios, organizada hierarquicamente" que "tenta criar proposições e teorias muito gerais, que integram o conhecimento em níveis inferiores e, dessa forma, mostra uniformidades subjacentes em uma expansão gama de fenômenos aparentemente diferentes” (BERNSTEIN, 1999: p. 161, 162), como a física. 
A teoria do código de Bernstein formou a base para uma gama crescente de estudos sobre o conhecimento em vários campos, tanto dentro como fora da educação e através da produção de conhecimento, ensino e aprendizagem (ver, por exemplo, Christie & Martin eds 2007; Maton 2000 ). O trabalho baseado em suas ideias passou a ser conhecido como "realismo social" (ver Maton & Moore) em contraste com "construtivismo social". Uma estrutura central no realismo social é a teoria do código de legitimação (Maton 2014), que estende e integra conceitos-chave da teoria do código de Bernstein.

## Obras
- Classe, códigos e controle: Volume 1 – Estudos teóricos para uma sociologia da linguagem (1971)
- Classe, Códigos e Controle: Volume 2 – Estudos Aplicados a uma Sociologia da Linguagem (1973)
- Seleção e Controle – Avaliações de Professores de Crianças na Escola Infantil (1974) com Walter Brandis
- Classe, códigos e controle: Volume 3 - Rumo a uma teoria das transmissões educacionais (1975; 1977 segunda edição)
- Aula, Códigos e Controle: Volume 4 – A Estruturação do Discurso Pedagógico (1990)
- Classe social, linguagem e comunicação com Dorothy Henderson
- Pedagogia, Controle Simbólico e Identidade (1996; 2000 segunda edição)